# Bronów (powiat górowski)
Bronów – wieś w Polsce położona w województwie dolnośląskim, w powiecie górowskim, w gminie Góra.

## Podział administracyjny
W latach 1975–1998 miejscowość należała administracyjnie do województwa leszczyńskiego.

## Nazwa
W księdze łacińskiej Liber fundationis episcopatus Vratislaviensis (pol. Księga uposażeń biskupstwa wrocławskiego) spisanej za czasów biskupa Henryka z Wierzbna w latach 1295–1305 miejscowość wymieniona jest w zlatynizownej formie Bronino.

## Zabytki
Do wojewódzkiego rejestru zabytków wpisany jest obiekt:
- zespół pałacowo-folwarczny, z czwartej ćwierci XIX w., przebudowany w pierwszej ćwierci XX w.:
  - pałac
  - gorzelnia.